# Stanisław Wielgus

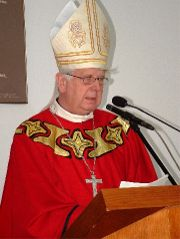
Erzbischof Stanisław Wielgus

Stanisław Wojciech Wielgus [staˈniswaf ˈvɔjtɕɛx ˈvjɛlɡus] (* 23. April 1939 in Wierzchowiska bei Janów Lubelski) ist emeritierter Erzbischof von Warschau.

## Leben
Wielgus empfing am 10. Juni 1962 in Lublin das Sakrament der Priesterweihe. Gleichzeitig begann er seine akademische Karriere, die ihn auf eine Professur für mittelalterliche Philosophie an der Katholischen Universität Lublin führte, deren Rektor er zugleich von 1989 bis 1998 war. In den siebziger Jahren war er Stipendiat an der Ludwig-Maximilians-Universität München. Seine wichtigste Publikation während seiner Studienzeit in Deutschland ist die schriftliche Fassung seiner Rede „Die Wahrheit siegt gegen die Gewalt.“, u. a. publiziert in der Münsterischen Zeitung vom 18. November 1991.
Am 24. Mai 1999 ernannte ihn Papst Johannes Paul II. zum Bischof von Płock. Die Bischofsweihe spendete ihm der Warschauer Erzbischof, Józef Kardinal Glemp, am 1. August desselben Jahres. Seit 2006 ist Wielgus Ko-Vorsitzender der Gemeinsamen Kommission von polnischer Regierung und polnischem Episkopat. Am 6. Dezember 2006 ernannte ihn Papst Benedikt XVI. zum Erzbischof von Warschau als Nachfolger von Józef Kardinal Glemp. Kurz nach der kanonischen Amtseinführung am 5. Januar 2007 und vor der geplanten feierlichen Amtseinführung am 7. Januar 2007 trat er wegen seiner Kontakte zum polnischen Geheimdienst in den 1970er-Jahren zurück; der Rücktritt wurde vom Papst angenommen. Gleichzeitig wurde Wielgus zum Titularerzbischof von Viminacium ernannt.

## Kontakte zum polnischen Staatssicherheitsdienst
Anfang Januar 2007 wurden Verstrickungen mit dem polnischen Staatssicherheitsdienst in den 70er Jahren öffentlich, was zu einer kontroversen Diskussion zu seiner bevorstehenden Amtseinführung in der polnischen Öffentlichkeit führte. Wielgus erklärte zu den Vorwürfen am Vorabend seiner feierlichen Amtseinführung am 6. Januar 2007, dass er seine Kontakte zum Staatssicherheitsdienst bedauert.
Der Fall des Erzbischofs, der kurz davor stand, qua Amt zu einer der höchsten moralischen Autoritäten Polens zu werden, traf das Land zu einer Zeit, in der es ohnehin in einen heftigen Streit über den Umgang mit den Hinterlassenschaften der kommunistischen Geheimdienste verstrickt war. Der polnische Journalist Piotr Semka sagte dazu: „Wenn es trotz der Veröffentlichungen zu einer Amtsübernahme kommt, wäre das eine informelle Amnestie für alle Menschen der Kirche, die mit dem Geheimdienst zusammengearbeitet haben.“ Am 7. Januar 2007 erklärte Wielgus in der Warschauer Kathedrale vor Bischöfen, Priestern und Gläubigen seinen Rücktritt. Der Papst nahm den Rücktritt an und ernannte Wielgus’ Vorgänger Józef Glemp bis auf weiteres zum Apostolischen Administrator. Statt der feierlichen Amtseinführung gab es einen Sühnegottesdienst, in dem Primas Józef Glemp versuchte, Verständnis für das Verhalten seines Mitbruders zu wecken: Auch der Apostel Petrus sei nicht ohne Fehler gewesen und habe Jesus verleugnet, dennoch sei ihm die Führung der Kirche anvertraut worden.

## Auswirkungen in der polnischen Presse
Am 5. Januar 2007 hatte die Tageszeitung Dziennik eine von ihr in Auftrag gegebene Umfrage zum bereits designierten Warschauer Erzbischof Stanislaw Wielgus wegen dessen Kontakte zum Geheimdienst veröffentlicht. Demnach meinten 67 Prozent der Befragten, Wielgus sollte von seinem Amt zurücktreten. Lediglich 20 % hätten ihn als Erzbischof akzeptiert.
In der Zwischenzeit geriet auch Kardinal Józef Glemp verstärkt in die Kritik der Zeitung, die sich offenbar als kritisches Sprachrohr der modernen konservativen Kräfte Polens ansieht: „Der große Fehler des Primas: [Er] ... stand vor den Gläubigen, um klar zu sagen: Wenn es von mir abhinge, wäre Wielgus Erzbischof.“
Es werden mittlerweile Stimmen laut, dass der Fall Wielgus nur die Spitze des Eisberges sei. Die Presse spricht von weiteren zwölf Bischöfen, die mit den Sicherheitsdiensten zusammengearbeitet haben sollen. Das für die Geheimdienstakten zuständige Institut für Nationales Gedenken geht davon aus, dass 10 bis 15 Prozent aller polnischen Priester in Kontakt mit dem Inlandsgeheimdienst Służba Bezpieczeństwa standen.